# Papinski grb
Papinski grb osobni je grb pape Katoličke Crkve. To je tradicija od kasnog srednjeg vijeka i prikazuje njegov vlastiti, isprva grb njegove obitelji, te stoga nije jedinstven samo za njega, već ga je u nekim slučajevima sastavio sa simbolima koji se odnose na njegovu prošlost ili njegove težnje. Ovaj osobni grb koegzistira s grbom Svete Stolice.
Iako Bonifacije VIII. (1294. – 1303.), Eugen IV. (1431. – 1447.), Hadrijan VI. (1522. – 1523.) i nekoliko papa drugih nisu koristili grb iznad svog štita, od Ivana XXII. (1316. – 1334.) nadalje počela se pojavljivati papinska tijara (običaj koji se održao do Nikole V.), a od vremena nasljednika Nikole V., Kalista III. (1455. – 1458.), tijara se kombinirala s ključevima sv. Petra.
Čak i prije ranog modernog razdoblja, onaj koji nije imao obiteljski grb preuzimao bi ga nakon što bi postao biskup, kao što su to činili muškarci prilikom proglašenja vitezom ili prilikom postizanja nekog drugog istaknutog položaja. Neki koji su već imali biskupski grb mijenjali su ga prilikom izbora na papinsko prijestolje. Posljednji papa koji je izabran, a da već nije bio biskup, bio je Grgur XVI. 1831. godine, a posljednji koji nije bio ni svećenik kada je izabran bio je Lav X. 1513. godine.
U 16. i 17. stoljeću, heraldisti su također izrađivali grbove za ranije pape, posebno iz 11. i 12. stoljeća. To je postalo suzdržanije do kraja 17. stoljeća.